# Jackett

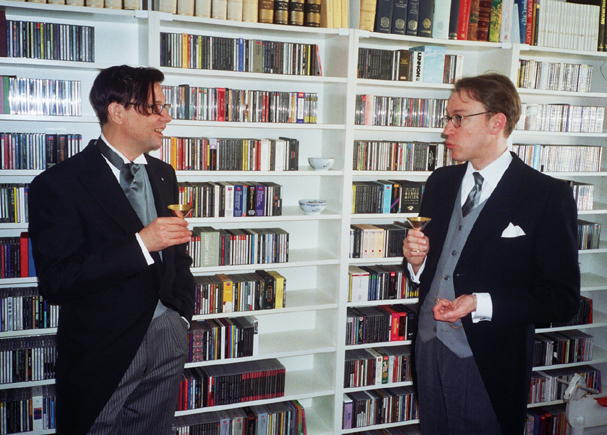
Två män i jackett. Bilden visar de två grundläggande sätten att bära jackett: till vänster med ståndkrage, plastrong och lågt skuren, dubbelknäppt väst; till höger med nedvikt krage, slips och högskuren, enkelknäppt väst.

Jaquette tillverkad av Zittorin & Lundvik 1915.

Jackett (även kallad förmiddagsdräkt) är en högtidsdräkt för herrar avsedd att användas dagtid (i princip endast före klockan 18), till exempel vid bröllop. Jackett förekommer i dag framför allt i Storbritannien där den används av åskådarna vid hästkapplöpningar och vid bröllop; även i Japan används den fortfarande förhållandevis ofta.
Jacketten består av en rock, vanligtvis svart eller grå till färgen, med rundade så kallade "svalskört", grårandiga byxor utan slag och i regel grå eller "buff-färgad" (ljust gulbrun) väst. Den sistnämnda kan dock numera förekomma i många olika färger, ofta även i brokadmönster. Till jackett bärs slips eller plastrong, men även fluga kan användas. Grundtypen är grå med endast struktur eller randning, men även här förekommer numera, inte minst i Storbritannien, stor variation. Skjortan till jackett kan ha såväl nedvikt mjuk krage som stärkkrage. Skor (eventuellt lackskor) och strumpor skall vara svarta, handskar däremot helst grå eller i sämskskinn. Som huvudbonad till jackett bärs ofta svart eller grå cylinderhatt.
Den klassiska riddräkten, prästrocken, fracken och bonjouren är besläktade med jacketten.

## Etymologi
Ordet jackett kommer från det franska ordet jaquette. Termen kommer från det franska substantivet jaquet vilket refererar till en liten eller lätt tunika. På modern franska är en jaquette synonymt med en 'jacka'..